# BoA ARENA TOUR 2007 MADE IN TWENTY (20)
『BoA ARENA TOUR 2007 MADE IN TWENTY (20)』(ボア・アリーナ・ツアー 2007 メイド・イン・トゥエンティー)は韓国の歌手BoAのライブ・ビデオ。

## 解説
本作は5thアルバム『MADE IN TWENTY (20)』を引っ提げたツアーとなっているが、4thアルバム『OUTGROW』の収録曲も合わせて披露されており、当時の最新曲と、過去の楽曲を織り交ぜてのセットリストで構成された形となった。
また、本ライブツアーは、BoA自身最大規模で行われたツアーとなり、本作に収録されている公演は4月15日に大阪城ホールにて行われたライブ公演の様子が収録された。
初回限定盤と、通常盤の2形態で発売され、初回限定盤にはDVDが2枚組となっており、2枚目の方にはダンス・パフォーマンスを中心に撮影された『Dance Edit Collection』が収録され、他には今回のツアーに関するインタビューと、レアな映像を多数集めたドキュメンタリー映像が収録された。

## 収録曲

### Disc.1
1. OUTGROW～Ready butterfly～
2. SO REAL
3. VALENTI
4. STILL.
5. DO THE MOTION
6. Lady Galaxy
7. Silent Screamerz
8. Candle Lights
9. LONG TIME NO SEE
10. Winter Love
11. Introducing the Band
12. Prayer
13. Rock With You
14. cosmic eyes
15. Introducing the Dance
16. 抱きしめる
17. 七色の明日～brand new beat～
18. QUINCY
19. KEY OF HEART
20. JEWEL SONG
21. Sweet Impact
22. Everything Needs Love
23. Gracious Days

### Disc.2
1. DO THE MOTION
2. Lady Galaxy
3. Silent Screamerz
4. 抱きしめる
5. QUINCY
6. Sweet Impact
7. The Backstage Movie
8. Special Interview

## 参加ミュージシャン
- BoA：Vocals & Dance

Support Member
- 守尾崇：Band Master & Manipulator & Keyboards
- 高田真：Drums
- 堀川真理夫：Bass
- 山崎淳：Guitar
- 松浦基悦：Keyboards & Chorus
- 松岡奈穂美：Chorus
- 須藤美恵子：Chorus
- YUKA：Dance
- LINA：Dance
- MISA：Dance
- KAYO：Dance
- RYO：Dance
- TOMONORI：Dance
- YWKI：Dance
- LOCKY：Dance